# Camillo de Simeoni
Camillo kardinal de Simeoni, italijanski rimskokatoliški duhovnik, škof in kardinal, * 13. december 1737, Benevento, † 31. december 1817.

## Življenjepis
16. decembra 1782 je bil imenovan za škofa Sutrija in 9. marca 1783 je prejel škofovsko posvečenje.
8. marca 1816 je bil povzdignjen v kardinala in pectore.
22. julija 1816 je bil ponovno povzdignjen v kardinala in imenovan za kardina-duhovnika S. Giovanni a Porta Latina.